# Pajjesuvvan
Pajjesuvvan är en sjö i Arjeplogs kommun i Lappland och ingår i Piteälvens huvudavrinningsområde. Sjön har en area på 0,634 kvadratkilometer och ligger 398,3 meter över havet. Pajjesuvvan ligger i Piteälven Natura 2000-område. Sjön avvattnas av vattendraget Piteälven.

## Delavrinningsområde
Pajjesuvvan ingår i det delavrinningsområde (735288-162669) som SMHI kallar för Utloppet av Pajjesuvvan. Medelhöjden är 409 meter över havet och ytan är 2 kvadratkilometer. Räknas de 277 avrinningsområdena uppströms in blir den ackumulerade arean 4 326,28 kvadratkilometer. Avrinningsområdets utflöde Piteälven mynnar i havet. Avrinningsområdet består mestadels av skog (65 procent). Avrinningsområdet har 0,71 kvadratkilometer vattenytor vilket ger det en sjöprocent på 35,2 procent.